# Bella Abzug

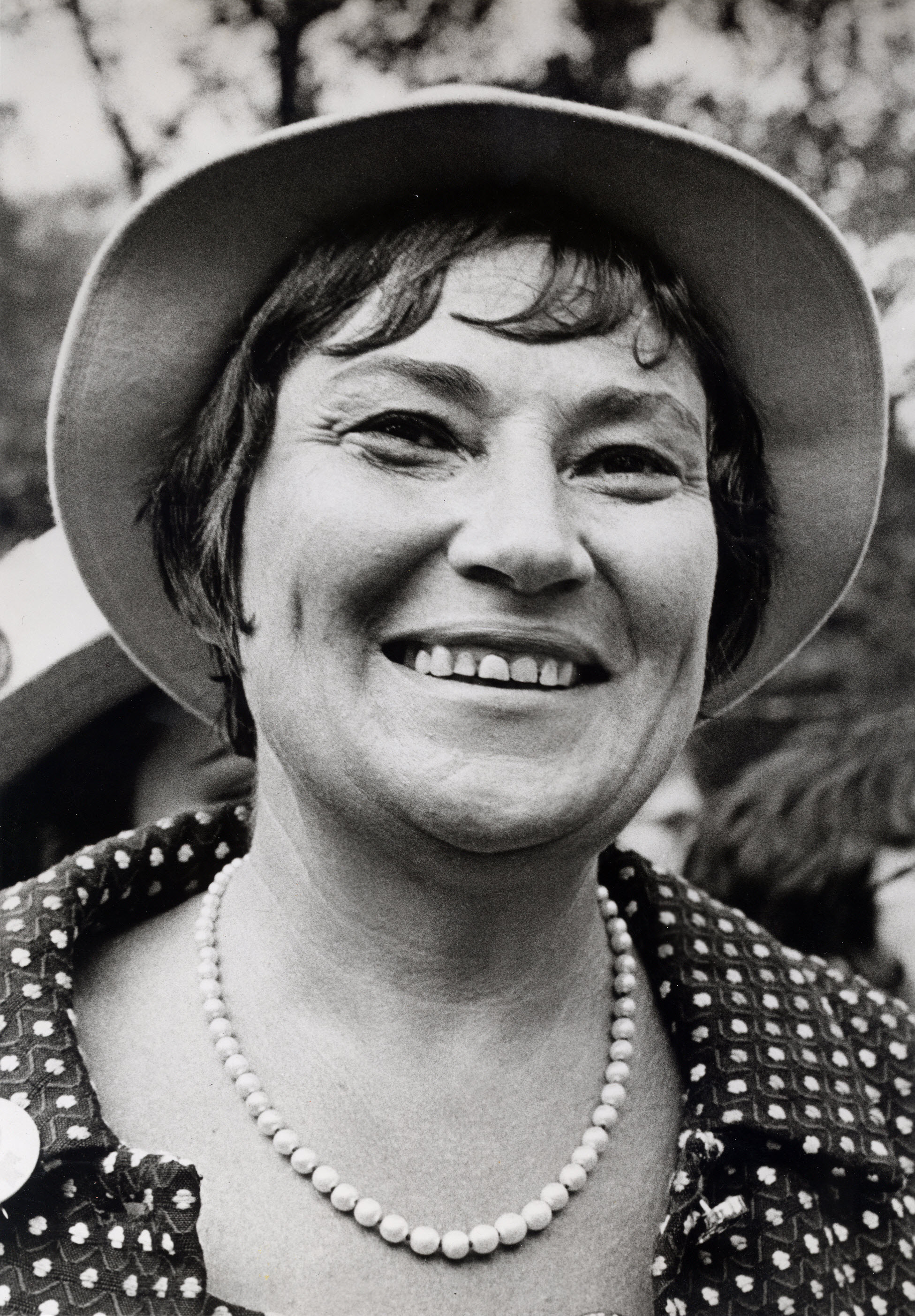
Bella Abzug in de jaren ’70

Bella Savitsky Abzug (New York, 24 juli 1920 – aldaar, 31 maart 1998) was een Amerikaans advocaat, politicus, sociaal en vredesactivist en leider van de Amerikaanse vrouwenbeweging. Tevens was zij een voorvechter van het ecofeminisme. Volgens Time Magazine heeft zij haar stempel op de Amerikaanse politiek gedrukt.

## Jeugd
Abzug was een dochter van Esther Tanklevsky en slager Emanuel Savitsky, joodse immigranten uit Tsjernihiv, Keizerrijk Rusland. Na de middelbare school aan de Walton High School (The Bronx) te hebben afgerond, ging zij politicologie studeren aan Hunter College, verbonden aan de City University of New York. Tegelijkertijd studeerde ze aan het Jewish Theological Seminary of America. Tijdens haar studie was Abzug actief in de studentenbond American Student Union. In 1944 behaalde zij tevens haar bul in de rechten aan de Columbia-universiteit.
Op Walton High School was Abzug bevriend geraakt met Mim Kelber en ook aan Hunter College studeerden zij samen.

## Advocatuur
In 1945 startte Bella Abzug haar loopbaan als advocaat in New York; in veel zaken behartigde ze de belangen van klanten met een arbeidsconflict. Zij specialiseerde zich in arbeidsrecht, huurdersrechten en burgerrechten.
Abzug was een uitgesproken voorstander van het Equal Rights Amendment, een amendementsvoorstel uit 1923 op de Grondwet van de Verenigde Staten dat discriminatie op grond van sekse verbiedt. In dat kader werkte ze voor de American Civil Liberties Union en het Civil Rights Congress.
Tijdens het Mccarthyisme bond zij openlijk de strijd aan met het House Committee on Un-American Activities.
Daarnaast was ze actief in de vredesbeweging Women Strike for Peace en voerde zij oppositie tegen de Vietnamoorlog en de dienstplicht.
Met dit engagement stelde zij zich herhaaldelijk verkiesbaar voor politieke functies.

## Politiek en activisme

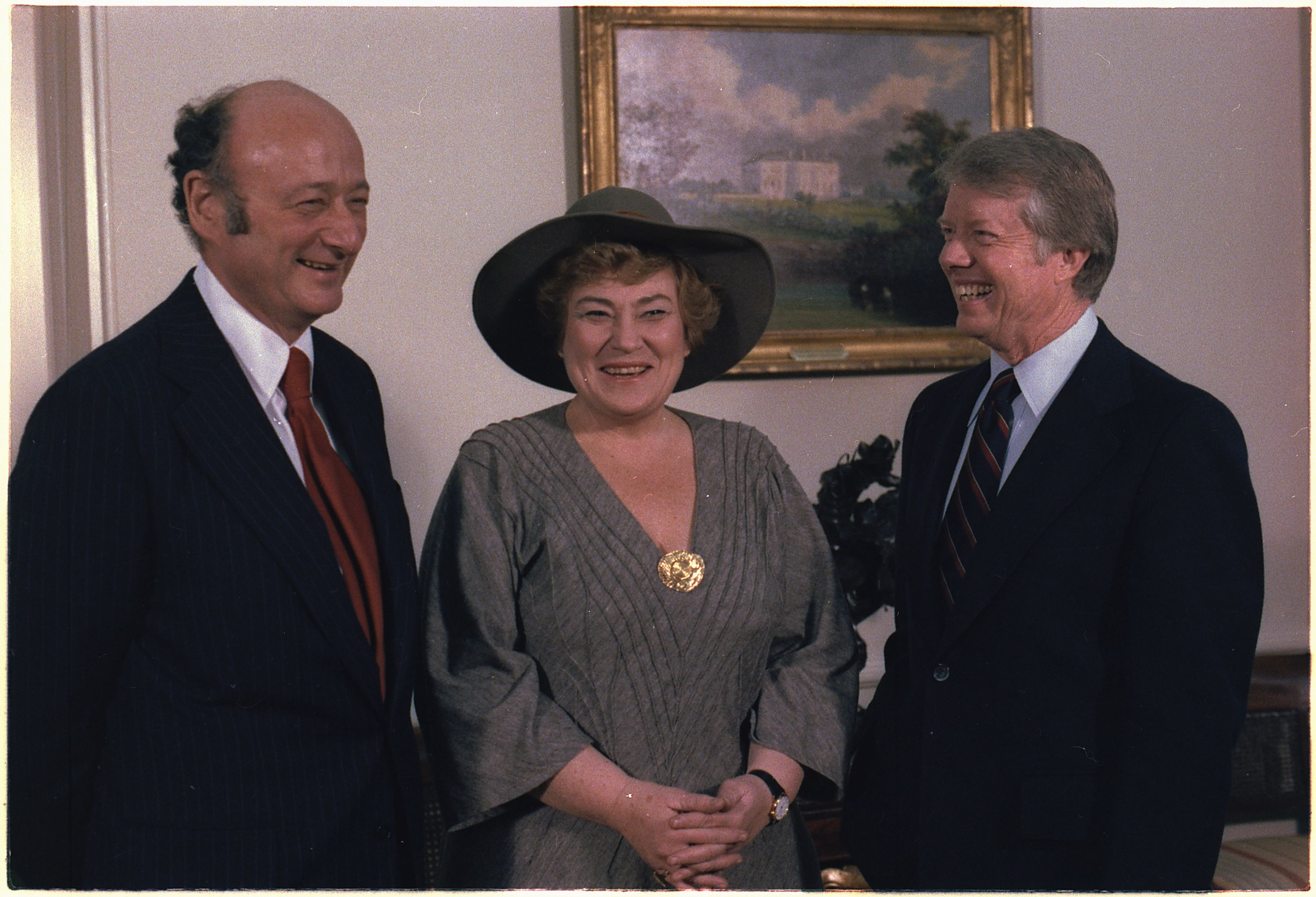
Bella Abzug in 1978 tijdens een onderhoud met president Jimmy Carter en burgemeester van New York Ed Koch

Van 1971 tot 1977 was Abzug namens de Democratische Partij lid van het Huis van Afgevaardigden van de Verenigde Staten. In 1976 verloor zij in de  voorverkiezingen voor de Amerikaanse Senaat van haar conservatievere partijgenoot Daniel Patrick Moynihan.
In 1977 zat zij, op instigatie van president Jimmy Carter, de National Women's Conference voor. Naar aanleiding van de aanbevelingen in het hierover verschenen rapport The Spirit of Houston installeerde Carter het National Advisory Committee for Women, met Abzug als voorzitter. En in datzelfde jaar deed ze mee aan de verkiezingen voor het burgermeesterschap van New York, maar werd niet verkozen. Tijdens de verkiezingen voor een New Yorkse zetel in het Huis van Afgevaardigden in 1978 verloor zij uiteindelijk de strijd van de republikein Bill Green en in 1986 van Joe DioGuardi.
Samen met Mim Kelber richtte Abzug in 1990 de Women's Environment & Development Organization op, een ngo die gelijke rechten voor vrouwen wereldwijd voorstaat.
Abzug schreef door de jaren heen diverse boeken.
- (en) Abzug, Bella (1972). Bella!: Ms. Abzug goes to Washington. Saturday Review Press, New York. ISBN 9780841501546.
- (en) Abzug, Bella (1984). Gender gap: Bella Abzug's guide to political power for American women. Houghton Mifflin, Boston. ISBN 9780395354841.
- (en) Abzug, Bella (1995). Women: looking beyond 2000. Verenigde  Naties, New York. ISBN 9789211005929.
- (en) Abzug, Bella (2019). Battling Bella: The Protest Politics of Bella Abzug. Harvard University Press, Boston. ISBN 9780674737488.

## Privé
Bella Savitsky Abzug was vanaf 1944 gehuwd met Martin Abzug, een broker en romanschrijver. Samen hadden zij 2 kinderen.
Zij was lid van de zionistische jeugdbeweging Hashomer Hatzair.
Op latere leeftijd leed Bella Abzug aan borstkanker. Daarnaast kreeg zij een hartaandoening. Op 77-jarige leeftijd overleed ze aan een complicatie na een hartoperatie.
Zij werd begraven op de Mount Carmel Cemetery, in het stadsdeel Queens in New York.

## Onderscheidingen
Abzug ontving diverse onderscheidingen.
- Zij werd opgenomen in de National Women's Hall of Fame (1994);
- Women's Caucus for Art Lifetime Achievement Award (1980), een eerbetoon aan haar levenswerk;
- Margaret Brent Award (1995), een onderscheiding voor opmerkelijke vrouwelijke advocaten;
- Blue Beret Peacekeepers Award van de VN (1997).

- Bibsys: 8066136
- Bibliothèque nationale de France: cb124718799 (data)
- CiNii: DA10243483
- Gemeinsame Normdatei: 1055013903
- International Standard Name Identifier: 0000 0000 8156 5636
- Library of Congress Control Number: n83231578
- MusicBrainz: 88beeda8-add6-4ba1-bce0-8392ceb6fca7
- National Archives and Records Administration: 10568291
- Nationale bibliotheek van Australië: 35000600
- Nationale Bibliotheek van Israël: 987007304855305171
- Nederlandse Thesaurus van Auteursnamen: 071843876
- SNAC: w6r31qhg
- Système universitaire de documentation: 223738794
- Trove: 784605
- Biographical Directory of the United States Congress: A000018
- Virtual International Authority File: 76415840
- WorldCat: E39PBJw4G8PQkW3XJ8Q4QHB3wC